# Армани, Анджелина
Анджели́на Арма́ни (англ. Angelina Armani; род. 18 ноября 1987 года) — американская порноактриса.

## Биография
Армани пришла в порноиндустрию в 2008 году и вначале снималась в небольших студиях. Но уже в октябре 2008 года подписала контракт с Digital Playground. Проработав со студией 6 месяцев, она ушла из компании.
После ухода из порноиндустрии она появилась в проекте Funny Or Die, а также снялась в нескольких не порнографических фильмах.

## Фильмография
- Bloodstruck (2010) — Лори Энн
- Похороненная 2 (2011) — детектив Холланд
- Bucky Larson: Born to Be a Star (2011) — девушка в горячей ванне
- Attack of the 50 Foot Cheerleader (2012) — Пледж
- Creep Van (2012) — сексуальная пляжная девушка
- Fear Clinic (2014) — Кэйли
- Bedeviled (2016) — горничная

## Премии и номинации
- 2009 Nightmoves — лучшая новая старлетка[4]
- 2010 номинация на AVN Award — Лучшая новая старлетка[5]
- 2010 номинация на XBIZ Award — Новая старлетка года[6]
- 2010 номинация на XRCO Award — Новая старлетка[7]